# Orenci d'Auch
|  | Per a altres significats, vegeu «Orenci i Paciència d'Osca». |

Orenci d'Auch (Alt Urgell?, Catalunya, últim quart del s. IV - Auch, Migdia-Pirineus, 439; segons una tradició: Osca, Aragó, ca. 225 - Auch, segona meitat del s. III), en llatí Orentius o Orientius, va ésser, segons la tradició, un bisbe d'Auch. Venerat com a sant, la seva festivitat té lloc l'1 de maig.
Dues tradicions l'ubiquen en segles diferents. La més estesa a França, potser la més versemblant, el fa d'origen català i que va viure al segle v; la tradició aragonesa el fa originari d'Osca i germà de sant Llorenç màrtir i, per tant, va viure al segle iii. Les dues tradicions, d'altra banda, són plenes de fets inversemblants i llegendes. És possible que fos un sant real, bisbe a Auch, però al voltant de la figura s'anessin teixint un seguit de llegendes.

## Biografia i llegenda
Hauria nascut a l'Urgell in pars occitana (probablement, es refereix a l'Alt Urgell, més vinculat a lloc com Osca o Tarbes, que tindran part en la història), fill d'un governador hispanoromà. Educat en el cristianisme, va estudiar en escoles de Bordeus, Tolosa i Tarragona. En poc temps van morir el seu pare i el germà gran, heretant la fortuna familiar i havent de fer-se càrrec de les finques del pare i del govern de la província que ostentaven.
Volent seguir una vida retirada, va dimitir dels càrrecs i va repartir la seva fortuna entre els necessitats, anant a fer vida eremítica a la vall del Lavedan, lloc conegut com a Saint-Orens, prop de Tarbes, on es construí un monestir al segle ix. S'hi va fer una ermita i un molí a la riba de la torrentera d'Isaby. La seva fama de santedat va créixer i molta gent volia anar a parlar amb ell i demanar-li consell i pregàries. Ell predicava i aconseguia moltes conversions, ja que el paganisme encara era majoritari a la regió, però fugint d'aquesta fama indesitjada, va marxar a una cova prop de Villelongue, on vivia en gran austeritat, fent dejuni, pregària i penitència, amb una cadena de ferro al voltant de la cintura com a cilici.
Quan va morir Ursià, el bisbe d'Auch, els habitants es reuniren a l'església i demanaren a Déu que els donés un nou pastor: una veu se sentí que deia: «Orenci ha d'ésser el bisbe d'Auch». Els vilatans van anar a cercar-lo i insistiren fins que acceptà el càrrec. Va governar la diòcesi amb justícia, destruint santuaris pagans i evangelitzant la zona.
La llegenda també atorga un valor polític al sant, que lliurà la ciutat d'Auch de les incursions dels vàndals i que va ésser un dels prelats que els visigots enviaren a negociar amb els generals romans Litori i Aeci que assetjaven Tolosa, en mans del rei visigot Teodoric. Tot i que Aeci arribà a concordar la pau amb Teodoric, Litori no, la qual cosa originà una batalla a Saint-Orens. Miraculosament, un gran núvol de pols va fer que l'exèrcit romà es perdés i acabés lliurat als visigots. A més, Orenci hauria aconseguit que la població de Tolosa abandonés l'heretgia arriana, que hi era majoritària.
Volia, però, tornar a la seva vida retirada i marxà a la seva ermita, malgrat que els fidels enviaren a cercar-lo perquè tornés a la seu. Va morir-hi un 1 de maig d'entre el 439 i el 450.
Entre altres llegendes, hi ha que va clavar el seu bàcul a terra i va florir i créixer fins a convertir-se en un arbre esponerós, que va fer nombroses guaricions, entre elles les de la filla del rei visigot, o que Déu li anuncià el dia i l'hora de la seva mort.
Va ésser sebollit a Auch, a l'església de Sant Joan Baptista, o l'Aubépine, que prendria el nom de Saint-Orens. Aviat quedà petita per acollir els pelegrins que hi anaven i s'hi edificà una basílica i un monestir benedictí. Arran de la Revolució francesa fou enderrocada el 1800.
Se'n conserven 24 salms versificats atribuïts al sant, en un còdex de Tours.

## Tradició aragonesa
A Osca es va desenvolupar una segona tradició, d'abast local i sense cap fonament històric, probablement nascuda a l'entorn de les tradicions vinculades a Sant Llorenç. És recollida, sense saber-se de quines fonts, per Francisco Diego de Aínsa, que publica en 1612 Traslación de las reliquias del glorioso pontífice San Orencio ... de Aux a Huesca, su cara y amada patria .... La història va ésser qualificada de fabulosa ja al segle xvii, pels jesuïtes bol·landistes.
Segons aquesta tradició, Orenci era fill d'Orenci i Paciència d'Osca, matrimoni que vivia prop de la ciutat d'Osca, a Lauretum (on avui hi ha el Santuario de Loreto), i germà bessó de qui seria Llorenç màrtir. Quan la seva mare va morir, i havent Llorenç marxat a Roma, el seu pare Orenci va tenir un somni on un àngel li digué que prengués el seu fill i marxés a l'altra banda dels Pirineus, fins que la llum que els guiaria s'apagués.
Els dos Orenci, pare i fill, marxaren i arribaren a Tarbes, on la llum desaparegué, i s'hi establiren. Com a Osca, visqueren dels treballs agrícoles, fins que el fill fou escollit com a bisbe d'Auch. Llavors, el pare tornà a Osca. A partir d'aquest moment, la llegenda és idèntica a la de la tradició francesa, però situant els fets històrics i els miracles en el context del segle iii.